# Huize Damiaan

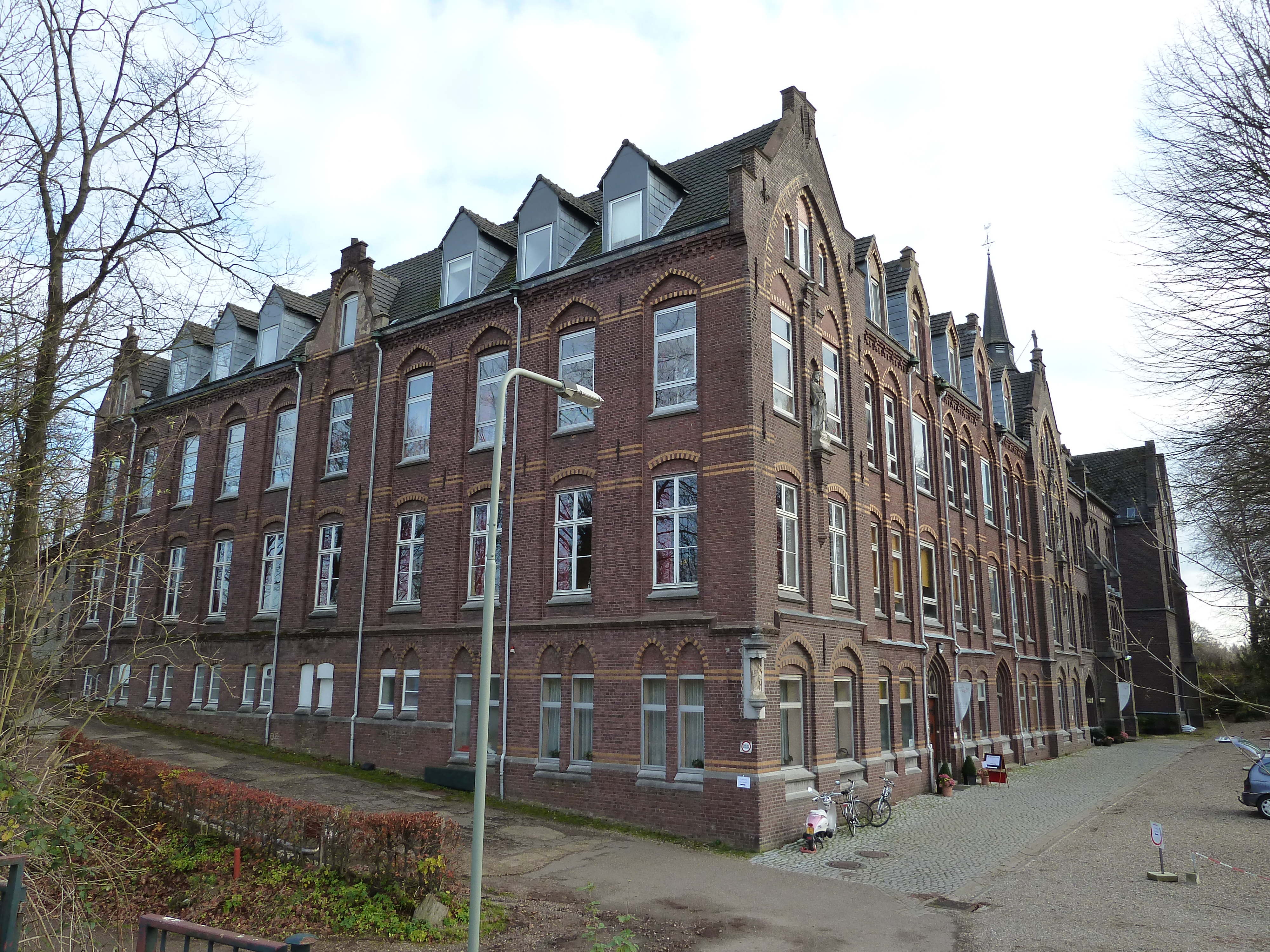
Huize Damiaan

Huize Damiaan is een voormalig klooster van de Congregatie van de Heilige Harten van Jezus en Maria in Simpelveld in de Nederlandse provincie Limburg. Het klooster ligt aan de zuidoostrand van het dorp bij de buurt Rodeput aan de spoorlijn Schaesberg - Simpelveld. Het klooster is vernoemd naar pater Damiaan, een door de paus heilig verklaarde Belg uit Brabant.

## Geschiedenis

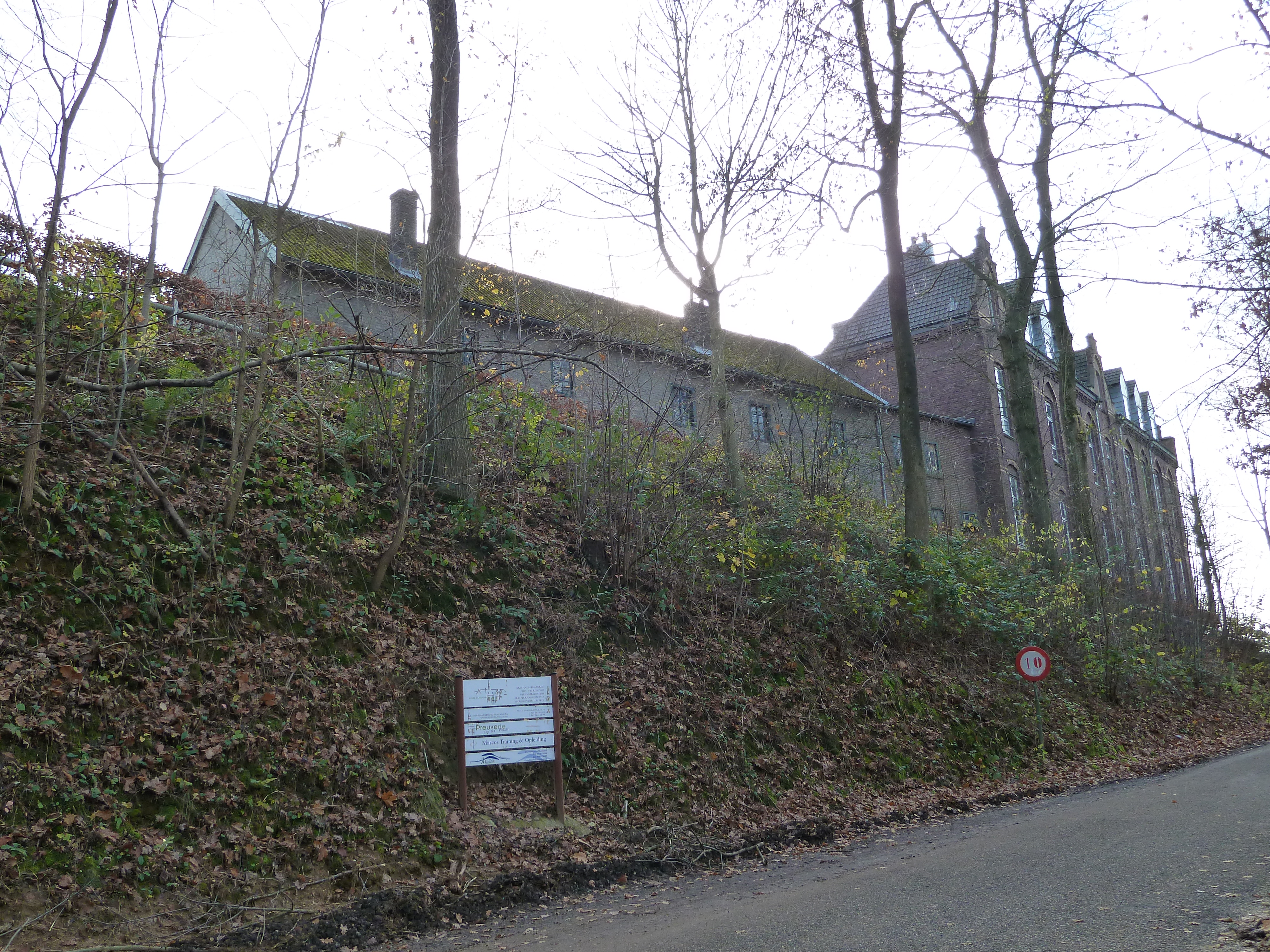
Zicht op Huize Damiaan van bij het viaduct

In 1892 besloten volgelingen van pater Damiaan een klooster te stichten om er kandidaat-missionarissen op te leiden. Er werd eerst een Damiaan Instituut opgericht in Aerdenhout in België. Er kwamen echter dusdanig veel aanmeldingen voor de opleiding vanuit Duitsland, dat besloten werd een nieuw klooster te bouwen. Na wat omwegen kwam men bij Simpelveld uit.
De grondvesten van het klooster bestonden uit een boerderijtje, dat in 1896 werd aangekocht, in datzelfde jaar werd ook de eerste steen gelegd. Tot aan 1927 werd er ge- en verbouwd. Tot aan 1991 werd het gebouw gebruikt voor religieuze doeleinden.
In 1991 kwam het klooster in particulaire handen, met het doel het klooster te behouden voor het nageslacht en het commercieel te exploiteren om kosten te dekken. Het gebouw werd vervolgens tot het faillissement in 2014 commercieel geëxploiteerd als groepsaccommodatie.

## Renovatie en herbestemming
Eind 20e eeuw werd het gebouw gerenoveerd en aangepast aan de eisen van de tijd. In 2016 vestigde de Butler Academy, voorheen gehuisvest in kasteel Oost in Valkenburg, zich in het voormalige klooster.

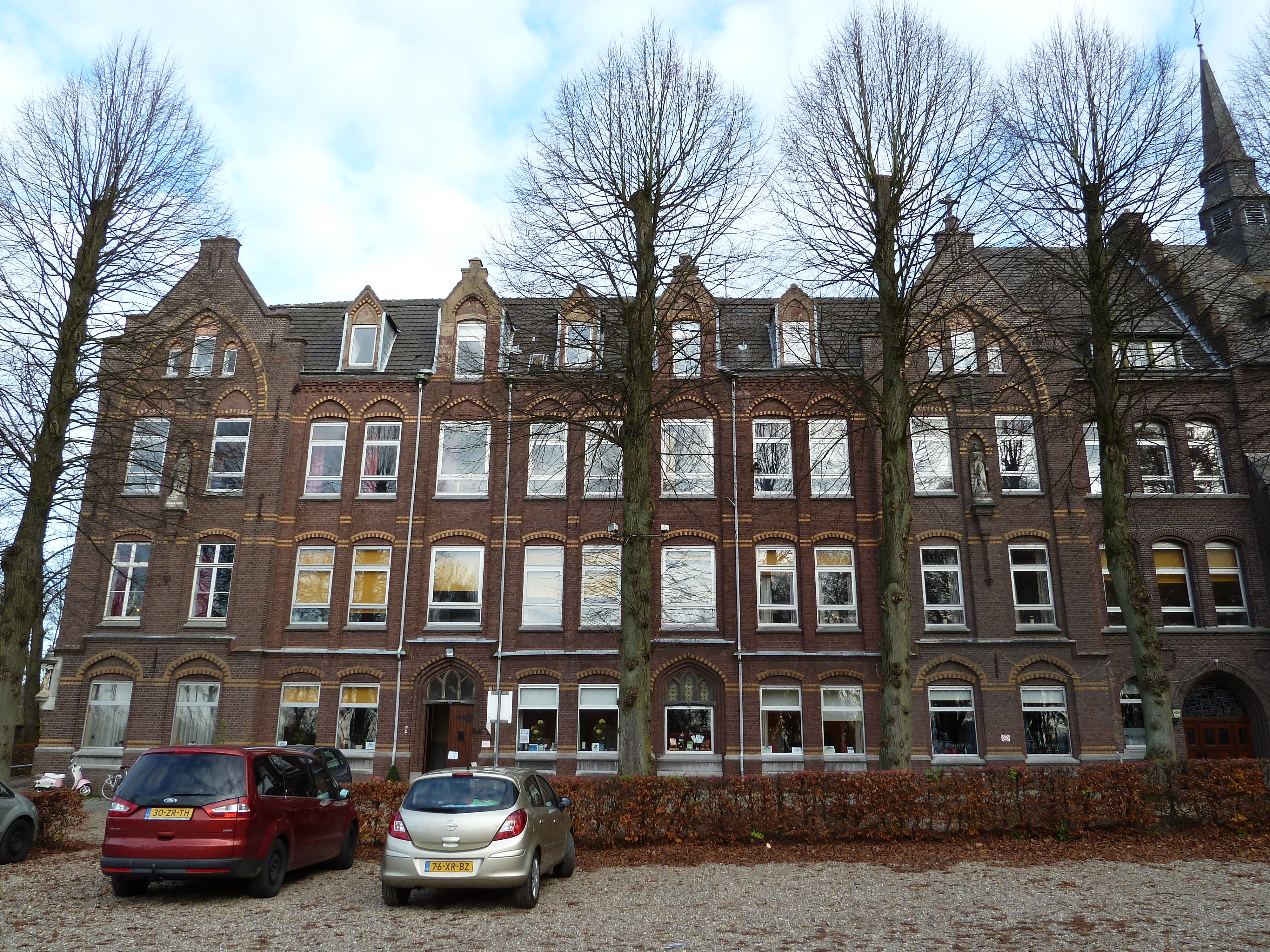
Hoofdgevel
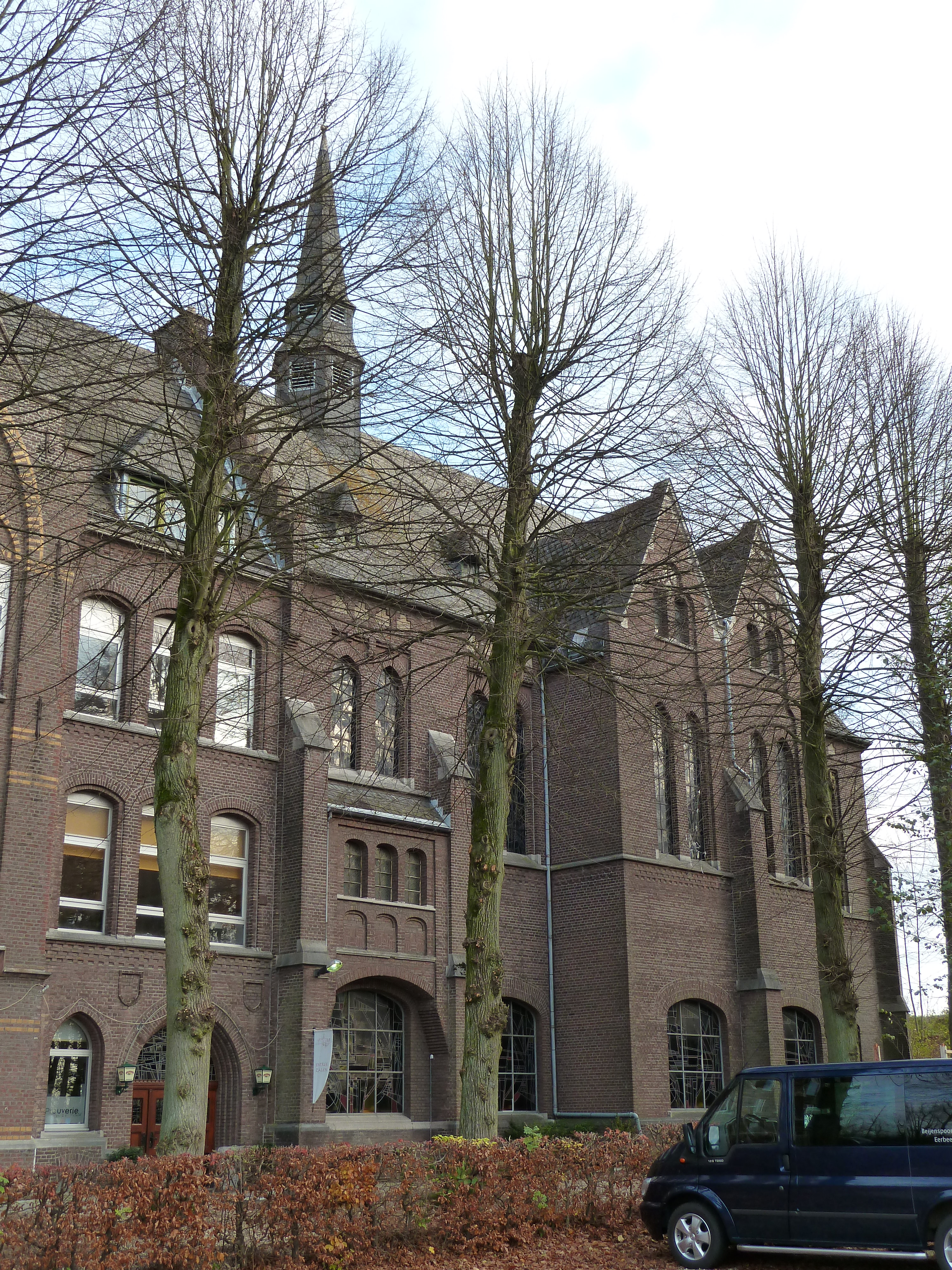
Detail gevel en kapel
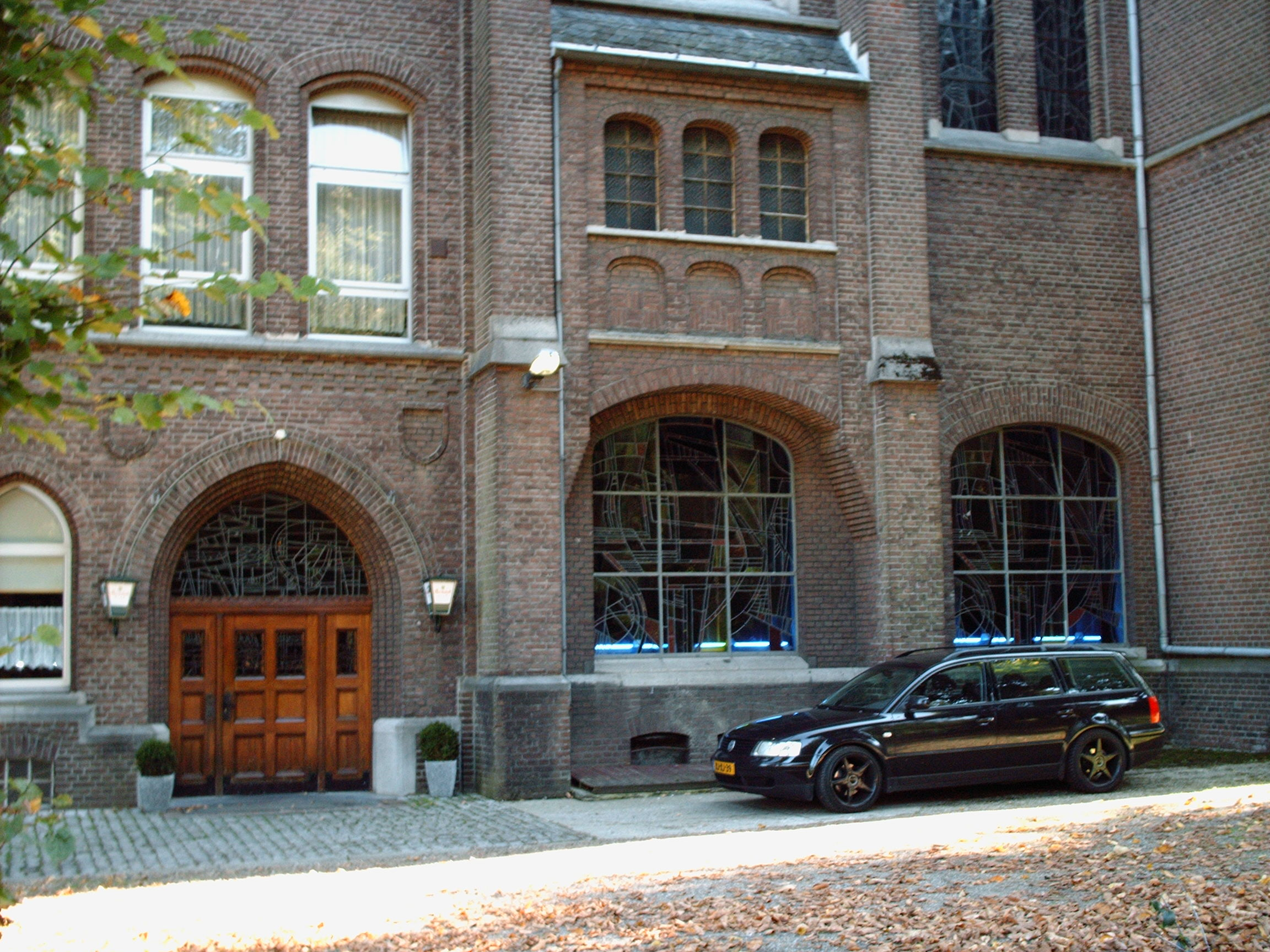
Hoofdingang
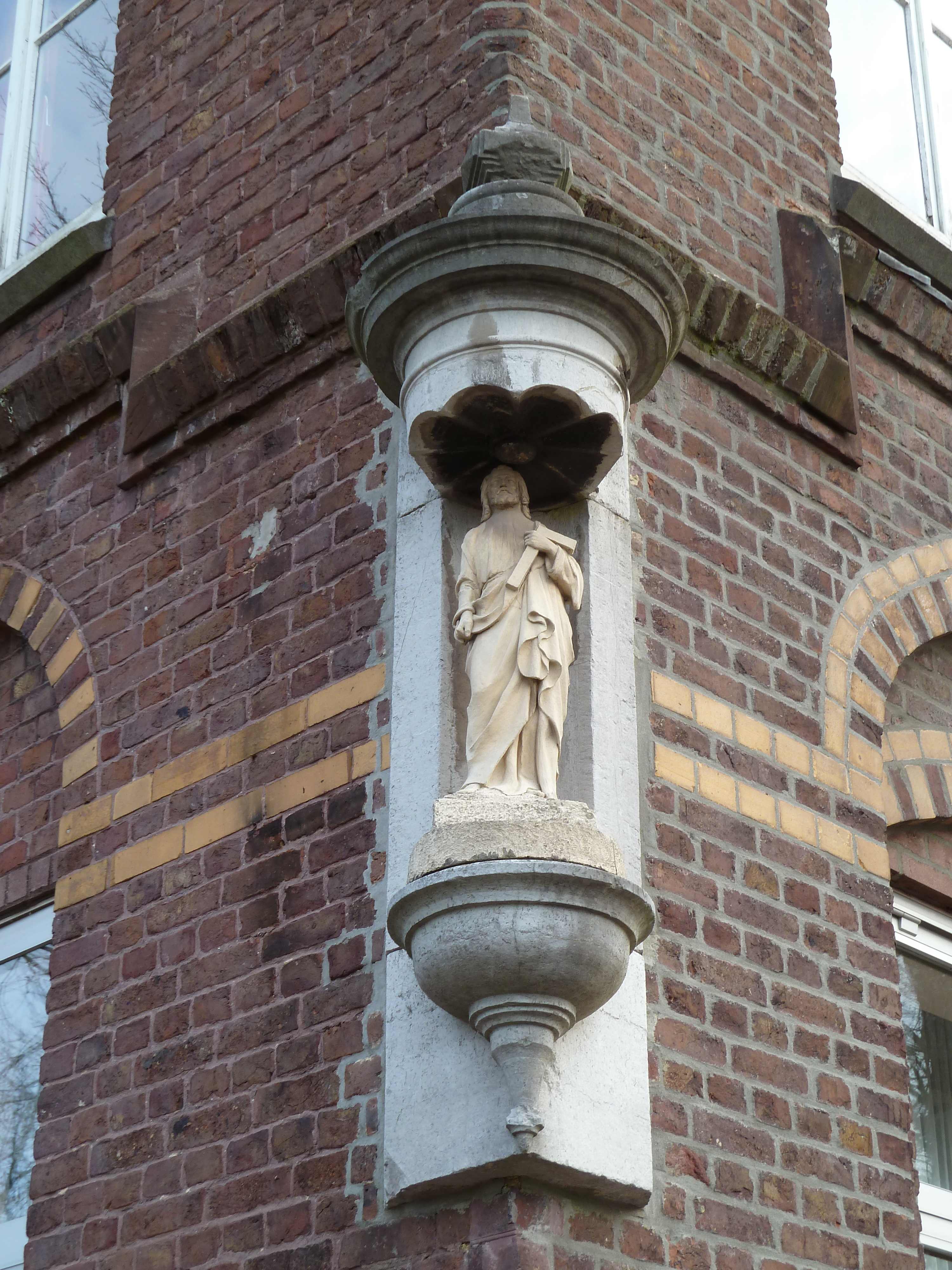
Beeldje in de gevel